# Dolichomitra cymbifolia
Dolichomitra cymbifolia là một loài Rêu trong họ Lembophyllaceae. Loài này được (Lindb.) Broth. mô tả khoa học đầu tiên năm 1907.